# Скръбна Божия Майка (Царев брод)
„Скръбна Божия Майка“ е християнска църква във Царев брод, Северна България, част от Никополската епархия на Римокатолическата църква. Църквата е енорийски храм.

## История на енорията
В края на XIX в. княз Фердинанд I кани в Княжество България немски заселници от Бавария и Унгарски Банат, за да развиват модерно земеделие. През 1899 г. голяма група немски семейства се заселва в село Ендже. Техният енорийски свещеник Отец Франц Крингс, пасионист построява църква. От 1903 г. до 1909 г. отец Франц обслужва и немците в енорията „Свети Йоан Кръстител“ в село Али Анифе.
През 1914 г. в селото пристигат от Тутцинг, Бавария, първите монахини бенедиктинки, които поставят началото на манастирската общност „Пресвето Сърце Исусово“.
Отец Карл Раев е назаначен в енорията през 1927 г. и работи тук до неговото преместване в Търново през 1931 г.
През 1934 г. седалището на енорията е преименувано на Царев брод. Голяма част от немските семейства се изселват обратно в Германия по време на Втората световна война.
От 27 декември 1947 г. до смъртта си през 1988 г. отец Йосиф Кривчев, първият българин-конвентуалец, e енорийски свещеник в църквата и капелан към манастира.

## Енористи
- отец Франц Крингс
- отец Карл Раев (1927-1931)
- отец Йосиф Кривчев (1947-1988)
- отец Дамян Талев (1992-1998)
- отец Йосиф Минчев (1998–2006)

## История на храма
Храмът е завършени и осветена през 1910 г. Той е храм към манастира „Пресвето Сърце Исусово“ на сестрите бенедиктинки.
Храмов празник – 15 септември.